# Цефтазидим
Цефтазидим — антибіотик з групи цефалоспоринів ІІІ покоління для парентерального застосування.

## Фармакологічні властивості
Цефтазидим — антибіотик, що діє бактерицидно, порушуючи синтез клітинної стінки бактерій. Препарат має широкий спектр антимікробної дії. Проявляє високу активність щодо таких збудників: грамнегативних бактерій — сальмонелли, шиґели, єрсінії, нейсерії, Proteus spp., Escherichia coli, Citrobacter, Enterobacter, Klebsiella spp., Haemophilus influenzae, Serratia, Acinetobacter, крім того, препарат найбільш активний проти Pseudomonas і внутрішньолікарняної інфекції. Цефтазидим значно слабше, чим інші цефалоспорини ІІІ покоління, діє на грампозитивні бактерії — Micrococcus spp., стрептококи, метицилінчутливі стафілококи. З анаеробних бактерій до цефтазидиму чутливі клостридії, пептококи, пептострептококи, пропіонобактерії, Bacteroides spp. До препарату нечутливі лістерії, метицилінорезистентні стафілококи, Campilobacter spp., Enterococcus spp., туберкульозна паличка, хламідії, легіонелли, мікоплазми.

### Фармакодинаміка
Після одноразового внутрішньовенного введення препарату максимальна концентрація в крові досягається протягом 20-30 хв. Високі дози препарату залишаються в крові хворого протягом 8-12 годин. Цефтазидим погано зв'язується із білками плазми крові. Цефтазидим добре проникає в тканини і рідини організму, в тому числі кістки; в синовіальну, плевральну, перитонеальну рідину; проникає в очну рідину; проникає в грудне молоко; проходить через плацентарний бар'єр; погано проходить через гематоенцефалічний бар'єр, але виявляється в терапевтичних концентраціях в спинномозковій рідині при менінгіті. Препарат не метаболізується, виводиться з організму в незміненому вигляді переважно з сечею. Період напіввиведення препарату становить 2 години, при порушенні функції нирок цей період подовжується.

## Показання до застосування
Цефтазидим застосовується при інфекціях, викликаних чутливими до нього збудниками, а саме: інфекції ЛОР-органів; важкі інфекції (септицемія, сепсис, менінгіт, інфекції у хворих із зниженим імунітетом; у хворих, що знаходяться у відділеннях інтенсивної терапії); інфекції дихальної системи (у тому числі у хворих з муковісцидозом та госпітальні пневмонії); інфекції кісток і суглобів; інфекції сечових шляхів (у тому числі при операції трансуретральної простатектомії); інфекції шкіри і м'яких тканин; інфекції черевної порожнини і жовчних шляхів; інфекції, пов'язані з перитонеальним діалізом і гемодіалізом; важка нейтропенія (у комбінації з іншими групами антимікробних препаратів).

## Побічна дія
При застосуванні цефтазидиму можуть спостерігатись такі побічні ефекти:
- Алергічні реакції — часто висипання на шкірі, свербіж шкіри, гарячка, бронхоспазм; дуже рідко синдром Стівенса-Джонсона, синдром Лаєлла, анафілактичний шок, набряк Квінке.
- Зі сторони травної системи — часто нудота, блювання, діарея, стоматит, кандидоз ротової порожнини, псевдомембранозний коліт; рідко жовтяниця, холестаз;
- Зі сторони нервової системи — часто головний біль, запаморочення, перестезії, тремор кінцівок.
- Зі сторони сечовидільної системи — інтерстиціальний нефрит.
- У лабораторних аналізах рідко гемолітична анемія, еозинофілія, лейкопенія, нейтропенія, агранулоцитоз, тромбоцитоз, тромбоцитопенія, лімфоцитоз, підвищення активності амінотрансфераз, рівня білірубіну, сечовини і креатиніну в крові.
- Місцеві реакції — часто тромбофлебіт у місці внутрішньовенного введення, гіперемія і болючість у місці внутрішньом'язової ін'єкції.

## Протипокази
Цефтазидим протипоказаний при підвищеній чутливості до β-лактамних антибіотиків, вагітності й годуванні грудьми.

## Особливості застосування
З обережністю застосовують препарат при наявності в анамнезі виразкового коліту і кровотеч. При застосуванні у вагітних і дітей до 1 місяця необхідно притримуватися строгих показів. При необхідності застосування при годуванні грудьми — припиняють грудне вигодовування. При застосуванні у пацієнтів, що знаходяться на перитонеальному діалізі, препарат можна вволити в діалізну рідину. Цефтазидим несумісний в розчині з лужними розчинами, аміноглікозидами, ванкоміцином.

## Форми випуску
Цефтазидим випускається у вигляді порошку в флаконах для ін'єкцій по 0,25; 0,5; 1,0 і 2,0 г.